# Krzysztof Mróz (polityk)
Krzysztof Stanisław Mróz (ur. 8 maja 1977 w Jeleniej Górze) – polski polityk, działacz partyjny i samorządowiec, senator IX i X kadencji.

## Życiorys
Z wykształcenia ekonomista, absolwent Akademii Ekonomicznej we Wrocławiu. Został etatowym działaczem Prawa i Sprawiedliwości. Pracował w biurach posłów krajowych i europejskich PiS. W 2006, 2010 i 2014 uzyskiwał mandat radnego Jeleniej Góry, pełnił funkcję przewodniczącego klubu radnych PiS.
W wyborach parlamentarnych w 2015 kandydował do Senatu w okręgu wyborczym nr 2. Został wybrany na senatora, otrzymując 31 790 głosów (31,08%) i pokonując m.in. Huberta Papaja z PO (25,43%) oraz niezależnego Jerzego Pokoja (16,45%). W 2018 startował na prezydenta Jeleniej Góry, przegrywając w II turze z Jerzym Łużniakiem z PO (w I turze uzyskał 23,5%, a w II turze 30,21%). W wyborach w 2019 z powodzeniem ubiegał się o senacką reelekcję z wynikiem 49 938 głosów. W 2023 nie został wybrany na kolejną kadencję. W 2024 uzyskał natomiast mandat radnego Sejmiku Województwa Dolnośląskiego VII kadencji. W tym samym roku z listy PiS wystartował w wyborach do Parlamentu Europejskiego z okręgu nr 12.

## Odznaczenia
- Krzyż Kawalerski Orderu Odrodzenia Polski (2025)[12]